# Центральный парк культуры и отдыха имени П. П. Белоусова
Центральный парк культуры и отдыха им. П. П. Белоусова — крупнейший парк Тулы, памятник природы регионального значения и объект общенационального достояния.

## История

### В Российской империи
Первоначально на месте парка размещалась городская свалка и выгон для скота. Со временем город расширился, и наличие близлежащих отходов могло повлиять на санитарное состояние города. 13 марта 1892 года на заседании Тульской городской думы была образована комиссия по устройству парков и скверов в городе.
В 1893 году по инициативе санитарного врача Тулы Петра Петровича Белоусова свалка была засыпана слоем грунта, и на месте, в которое упиралась Старо-Дворянская улица (ныне ул. Бундурина) были посажены деревья на площади в 36 гектаров. Городская Дума выделила на устройство парка тысячу рублей и обратилась в министерство государственных имуществ с просьбой о выделении саженцев деревьев из казённых питомников. Пётр Петрович Белоусов лично участвовал в высадке деревьев — берёз, дубов, кленов, елей, лиственниц и других. На юге от парка, вокруг которого сделали вал, располагался ипподром (территория сегодняшнего парка от входа со стороны ул. Жаворонкова), сосновая роща и зона отдыха «Драйв» с большим колесом обозрения.
Торжественное открытие парка, получившего название Петровский (по названию Петровской горы, на которой находился) состоялось 20 июня 1893 года, а первым его директором стал гласный Тульской городской Думы, купец Н. И. Ливенцев. В парке имелись цветочные клумбы, на аллеях стояли скамейки, работал буфет. В 1903 году слева от центрального входа (со стороны нынешней улицы Первомайской) было построена здание летнего Дворянского клуба, ранее располагавшееся в Городском кремлёвском саду. В 1906 году, спустя десять лет после смерти Петра Петровича Белоусова, парку было присвоено его имя. В том же году в парке появилась площадка для детских игр и синематограф «Модерн». Побывав в Туле в 1918 году, Сергей Есенин сказал о парке: «Это самое лучшее, что есть в Туле».
- Вход в Петровский парк
- Клумба в Петровском парке

### Советские годы
В 1930-е годы в парке имелись фонтан, две эстрады, летний театр, танцевальный павильон, спортплощадка, бильярдная, кегельбан, аттракционы, парашютная вышка, читальня, ресторан, кафе-мороженое. В здании летнего Дворянского клуба был размещён детский летний лагерь. В 1934 году парку присвоили имя одного из организаторов освоения Северного морского пути Отто Юльевича Шмидта, незадолго до этого побывавшего в Туле.
В 1951 году территория бывшего ипподрома и участки с огородами по обе стороны Серебровского оврага, общей площадью 100 га, решением исполкома Тульского горсовета по инициативе Ф. Т. Храмайкова были переданы парку. В основе планировки парка стал проект мастера ландшафтной архитектуры М. И. Прохоровой (в нём предусматривалось создание регулярного парка для пеших прогулок и пейзажной части). Питомником для посадок стали пригородные рощи. В дальнейшем, в проект внесли изменения (и общая площадь водоёмов была увеличена). К ноябрю того же 1951 года на отведенной территории было высажено 400 тысяч деревьев (в работах по благоустройству парка приняли многие жители города)</ref>. В 1950-е годы на территории парка было установлено много скульптур. В здании читальни разместили лыжную базу, ставшую впоследствии базой добровольного спортивного общества «Труд». На территории парка появились детский городок и деревянный павильон шахматного клуба, а также два летних кинотеатра — открытый и закрытый, которые позже сгорели. В конце 1950-х годов в Серебровском овраге были построены две дамбы, которые заполнили водами речки Серебрянки и образовался каскад из трёх прудов. В начале 1960-х годов в парке, ставшем к тому моменту именоваться Центральным парком культуры и отдыха, были установлены первые электрифицированные аттракционы и открыт кинотеатр «Дружба».
В октябре 1960 года в парке был установлен памятник П. П. Белоусову.
14 октября 1970 года в честь 100-летия Владимира Ильича Ленина была заложена роща из ста лиственниц. В 1976 году на берегу Верхнего пруда парка появился зооуголок, инициатором строительства которого стал Тульский машиностроительный завод. 
В 1980 году площадь парка составляла 147 гектаров (и он являлся одним из крупнейших городских парков в РСФСР). В середине 1980-х годов на базе парка создан конно-спортивный центр.

## Современность
6 июня 1991 года парку возвращено имя Петра Петровича Белоусова. В 1990-е годы парк пришёл в некоторое запустение. Новый импульс развития он получил после того, как как было создано ГУ ТО «Тульские парки». 21 апреля 2012 года в здании бывшей спортивной базы «Труд» был открыт ресторан «Пётр Петрович». В 2015 году ГУ ТО «Тульские парки» было удостоено престижной международной награды в индустрии развлечений «Золотой Пони Москва — 2015» — за вклад в сохранение оригинального ландшафта, а также развитие спортивного досуга и площадок развлечений. В 2018 году здании кинотеатра «Дружба» была размещена новая экспозиция Тульского экзотариума.
В настоящее время территория парка занимает 143 гектара, которая разделена на два части — регулярную («Старый парк», в котором сохранились насаждения XIX века) и ландшафтную («Молодой парк», высаженный в 1951 году). Из них 97 гектаров занимает лесной массив, 11 гектаров — каскад трёх прудов и 35 гектаров — рекреационная зона. В парке произрастают около 90 видов деревьев и кустарников, среди которых преобладают берёза, ясень, дуб, сосна, клён, липа, но также встречаются и редкие виды, такие как амурский бархат, сибирский кедр, красный дуб, белая ива и другие. Травянистые растения представлены в парке двумя сотнями различных видов. В парке также обитают 47 видов птиц, 5 видом земноводных, 1 — пресмыкающихся, 12 млекопитающих. В зооуголке, находящемся в парке, обитают белый лебедь-кликун, чёрные австралийские лебеди, павлины, серебристые и алмазные фазаны, попугаи и другие птицы, а также косули, лисица, козы и кролики.
Для посетителей парка там установлены 20 аттракционов, детские площадки, 1 фонтан и более 20 кафе. В парке имеются спортивные секции и действует комната истории.

## Скульптурное оформление
В 1960 году в центре парка был поставлен памятник Белоусову с надписью: «Основателю городского парка, санитарному врачу Петру Петровичу Белоусову. 1856—1896 гг.». Скульптор — Давид Иосифович Народицкий, архитекторы — С. Н. Ожегов и Н. И. Миловидов.
В 1995 году в честь столетия поэта Сергея Есенина в парке установлен его памятник. Скульптор Анатолий Андреевич Бичуков, архитектор П. Зайцев.